# Prosopocera allaeri
Prosopocera allaeri là một loài bọ cánh cứng trong họ Cerambycidae.